# Мурахвер, Владимир Семёнович
Владимир Семёнович Мура́хвер (5 декабря 1931, Ананьев, Одесская область — 2 января 2017, Берёзовка, Гродненская область) — белорусский художник декоративно-прикладного искусства, мастер художественного стекла, художник стеклозавода «Неман». Заслуженный деятель искусств Республики Беларусь (1990). Муж Л. М. Мягковой.

## Биография
Родился в еврейской семье в городе Ананьев Одесской области. Оба родителя — учителя. Отец погиб на фронте под Одессой в первые дни войны в 1941 году, мать с детьми и родителями успела эвакуироваться на восток.
В 1952 году окончил Ташкентское художественное училище имени П. П. Бенькова. В 1959 году — Ленинградское художественно-промышленное училища имени Мухиной по специальности «художественная керамика, художественная обработка стекла».
Во время учёбы познакомился со своей будущей коллегой и женой Людмилой Мягковой. По распределению вместе уехали в Берёзовку на стеклозавод «Неман».
До их приезда выпуск изделий на стеклозаводе осуществлялся по старым пресс-формам и на оборудовании, закупленном в США в конце XIX — начале XX веков. Владимир Мурахвер с женой смогли обновить ассортимент выпускаемых изделий и создали новые образцы из прессованного цветного стекла для массового производства.
Мурахвер проработал на стеклозаводе «Неман» с 1959 до 2000 года. В период с 1966 по 1973 год занимал должность главного художника предприятия.

## Произведения
Произведения Мурахвера находятся в коллекциях:
- Музей стеклозавода «Неман»;
- Национальный художественный музей Республики Беларусь;
- Гродненский историко-археологический музей;
- Музей-усадьба «Кусково»;
- Смоленский исторический музей;
- Музей прикладного искусства в Санкт-Петербурге;
- Музей стекла города Эбельтофт в Дании;
- в частных коллекциях в разных странах.

## Еврейская тема в творчестве
Еврейская тема в творчестве Мурахвера занимала значимое место.
Из самых известных его произведений на эту тему: «Клейзмеры», «Скрипач на крыше», «Януш Корчак», «Соломон Михоэлс», «Эвакуация».

## Награды и звания
С 1960 года Мурахвер начал участвовать в многочисленных художественных выставках.
Награждён:
- Золотые, серебряные, бронзовые медали ВДНХ СССР;
- Золотая медаль «Яблонец-79» на выставке стекла и фарфора в городе Яблонец-над-Нисоу (Чехия, 1979);
- Серебряная медаль Академии художеств СССР (1990);
- и многие другие награды.

В 1990 году Мурахверу присвоено звание Заслуженный деятель искусств Республики Беларусь.